# رويسة النعمان
رويسة النعمان هي قرية لبنانية من قرى قضاء عاليه في محافظة جبل لبنان.